# Morale

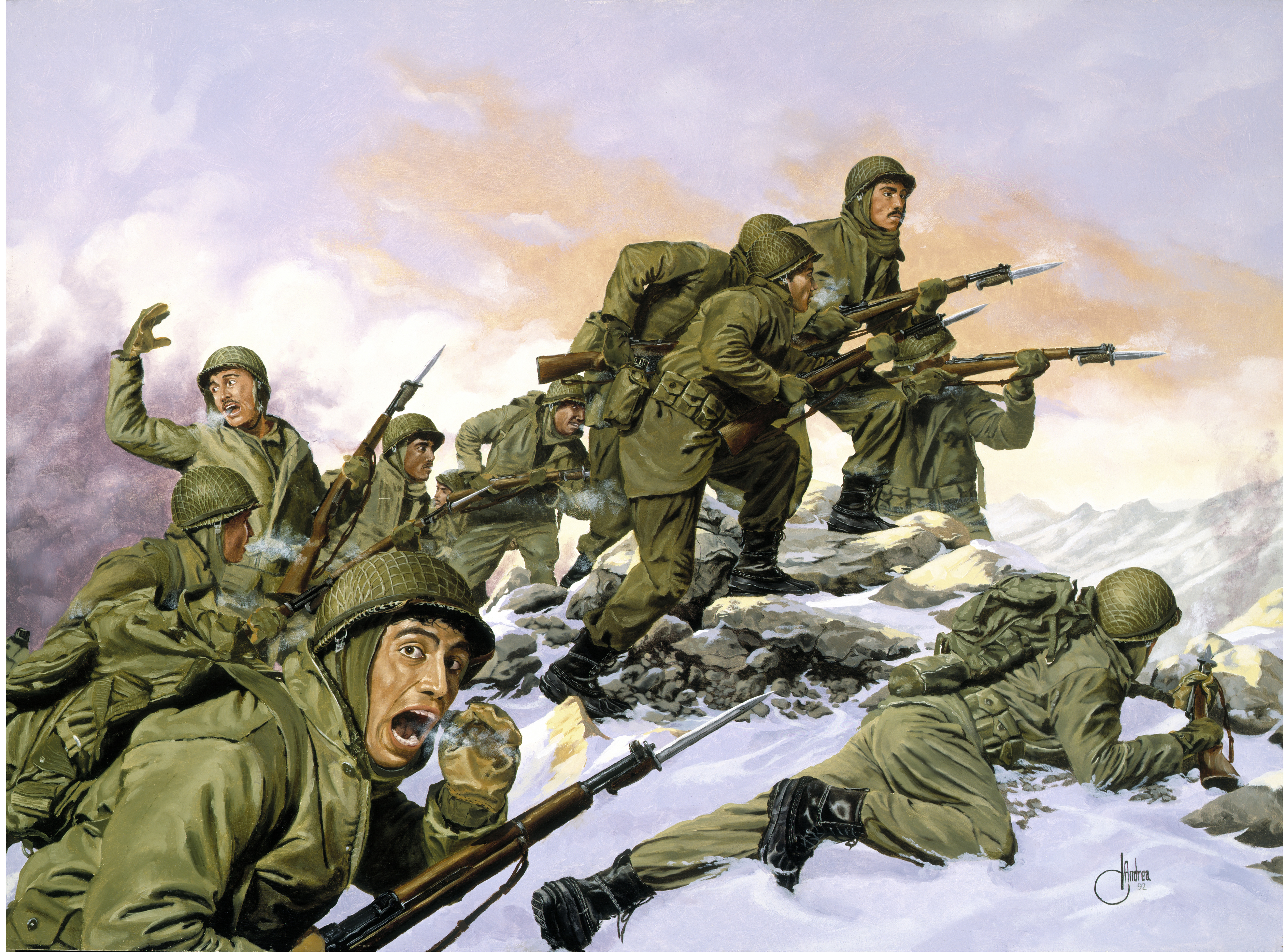
Atak na bagnety, taktyka walki wymagająca od żołnierzy wysokiego poziomu morale

Morale − postawa charakteryzująca się zmotywowaniem do wypełniania obowiązków i zadań, nawet wobec pojawiających się trudności i niebezpieczeństw. Także wola walki, odporność psychiczna na niedogodności, poczucie odpowiedzialności za podjęte zadanie i wiara w jego sukces. Termin stosowany przede wszystkim w instytucjach wojskowych, lecz także w biznesie i sporcie.
Jednym z czynników morale jest tzw. esprit de corps – skłonność społeczności do podtrzymywania wiary w instytucję, wyznaczone cele lub siebie samych oraz innych ludzi.

## W Wojsku
W ujęciu wojskowym pojęcie utożsamiane jest głównie z poziomem ducha bojowego żołnierzy, ich woli walki, gotowości do wypełniania rozkazów oraz znoszenia trudów i niebezpieczeństw służby.

Morale jest przypuszczalnie najważniejszym a odrębnym czynnikiem na wojnie. Wysoki stan morale opiera się na dyscyplinie, poczuciu własnej godności oraz zaufaniu żołnierza do swych dowódców i swej broni. Bez wysokiego morale nie można osiągnąć powodzenia, choćby plan strategiczny czy taktyczny był najlepszy. Wysokie morale jest perłą o wielkiej cenie. Najpewniejszą drogą do zdobycia jej jest powodzenie w bitwie.

Morale w takim ujęciu charakteryzuje się:
- niezłomną wiarą żołnierzy w słuszność celów walki zbrojnej
- gotowością do poświęceń
- wiernością przysiędze wojskowej
- odpornością na destrukcyjne oddziaływanie przeciwnika
- odpornością psychiczną
- zaufaniem do dowódcy, kolegów oraz posiadanego uzbrojenia
- wiarą w zwycięstwo
- brakiem kompleksów wobec przeciwnika, nawet jeśli ma przewagę
- znajomością sytuacji na polu walki oraz świadomością wynikających z niej działań
- dyscypliną wewnętrzną pojedynczych żołnierzy jak i wojsk
- wysokimi wartościami moralnymi
- szacunkiem dla prawa wojennego i dyscypliny żołnierskiej
- odpowiedzialnością